# Набирье, Джоан
Джоан Набирье (англ. Joan Anita Nabirye) — угандийская футболистка, полузащитница сборной Уганды.

## Спортивная карьера
Набирье выросла в бедной многодетной семье — у неё семь братьев и две сестры. Увлеклась футболом благодаря братьям, которые уговорили её принять участие в местном футбольном турнире, где она была замечена футбольными скаутами. Набирье сменила несколько спортивных школ в Уганде: получила среднее образование и аттестат. В 2017 году футболистка перешла в элитную лигу и подписала первые контракты: с «Макерер Юниверсити», после — с «Асубо Гаффорд Дамс». После, без разрешения родителей, Набирье переехала в Кению, где стала выступать в кенийской премьер-лиге за «Вихига Куинс».
В 2023 году перешла в белорусский клуб «Минск», в котором стала серебряным призёром Чемпионата и Кубка Белоруссии 2023.
С февраля 2024 года — игрок московского «Спартака». Первый матч за клуб провела 9 марта 2024 года против «Зенита». Бронзовый призёр чемпионата России 2024. После 2024 года покинула «Спартак».
Ещё при подписании первых профессиональных контрактов с клубами Набирье хотели заявить за сборную Уганды, но препятствием был её возраст. После выигрыша своего первого трофея в кенийской премьер-лиге, Джоан получила вызов в национальную сборную Уганды. В её активе — кубок женского чемпионата «Cecafa-2022». Кроме этого, полузащитница неоднократно участвовала в отборочных матчах чемпионата мира.